# Grand Prix der Volksmusik 2008
Der 23. Grand Prix der Volksmusik fand am 30. August 2008 im Hallenstadion in Zürich (Schweiz) statt. Teilnehmerländer waren wie in den Vorjahren Deutschland, Österreich, die Schweiz und Italien. In jedem Land wurde bzw. wird eine öffentliche Vorentscheidung im Fernsehen durchgeführt. Dabei werden jeweils vier Titel für das Finale ermittelt.
Die schweizerische Vorentscheidung fand am 19. April in Zürich, die österreichische am 3. Mai in Wien, die deutsche am 21. Mai in München (Bavariastudios, Moderation: Marianne und Michael) und die südtirolische am 23. Mai in Algund bei Meran statt. Die Veranstaltungen, zu denen jeweils ein Album mit allen Teilnehmern erschien, wurden live übertragen.
Das Finale wurde am 30. August 2008 aus Zürich vom Schweizer Fernsehen (SF) im Rahmen einer Eurovisionssendung übertragen und vom ZDF, vom ORF und von der RAI Bozen übernommen. Die Sendung wurde von Francine Jordi und Sascha Ruefer moderiert. Francine Jordi hatte den Grand Prix der Volksmusik selbst im Jahr 1998 mit dem Titel Das Feuer der Sehnsucht gewonnen. Zur Finalveranstaltung erschien auch ein Album mit den Beiträgen von allen Teilnehmern.

## Die Platzierung der schweizerischen Vorentscheidung 2008
Die ersten vier Titel kamen ins Finale. Die nachfolgenden Titel sind alphabetisch nach Interpreten aufgelistet.
| Startnr.          | Interpret                                                | Titel                          | Platz  | Prozente |
| ----------------- | -------------------------------------------------------- | ------------------------------ | ------ | -------- |
| ?                 | Oesch’s die Dritten                                      | Die Jodelsprache               | 01.    | 41,22    |
| ?                 | Kapelle Oberalp, Domingo Rey y Los Brillantes Paraguayos | Lueg a mol                     | 02.    | 19,66    |
| ?                 | Christian Duss                                           | Komm, ich zeige dir die Sterne | 03.    | 19,39    |
| ?                 | Manuela Fellner & Urs Meier                              | Lauf dem Glück nicht hinterher | 04.    | 07,18    |
| ?                 | Patrizia di Bari                                         | Carissima Mammina Mia          | 0?     | 0?       |
| ?                 | ComBox                                                   | Du bist mein Hauptgewinn       | 0?     | 0?       |
| ?                 | Barbara Coni                                             | Ich glaub …                    | 0?     | 0?       |
| ?                 | Nadine & Wirbelwind                                      | Kuschelstunden                 | 0?     | 0?       |
| ?                 | Projekt Alpen-Welle                                      | Als könnt’ ich fliegen         | 0?     | 0?       |
| ?                 | Säntisfeger                                              | Es lebe die Liebe              | 0?     | 0?       |
| ?                 | Schwiizerfäger & Austriapower                            | Einmal Himmel, einmal Hölle    | 0?     | 0?       |
| ?                 | Sepp mit Stixi & Sonja                                   | How Do You Do, ruft meine Kuh  | 0?     | 0?       |
| Veranstaltungsort | Veranstaltungsort                                        | Zürich                         | Zürich | Zürich   |

## Die Titel der deutschen Vorentscheidung 2008
Die ersten vier kamen ins Finale. Die anderen Titel wurden alphabetisch nach Interpreten aufgelistet.
| Startnr.          | Interpret                                                                  | Titel                                         | Platz   | Punkte  |
| ----------------- | -------------------------------------------------------------------------- | --------------------------------------------- | ------- | ------- |
| 0?                | Captain Cook und seine singenden Saxophone                                 | Ich denk’ so gern an meine Mutter             | 01.     | 0?      |
| 0?                | Die Schäfer                                                                | Glaube ist …                                  | 02.     | 0?      |
| 0?                | Michael Klostermann & seine Musikanten und die jungen original Oberkrainer | Vom Egerland bis Oberkrain                    | 03.     | 01      |
| 01                | Dorfrocker                                                                 | Und ab geht die Lutzzzi                       | 04.     | 0?      |
| 0?                | Claudia und Alexx                                                          | Auch dich beschützt ein Engel                 | 0?      | 0?      |
| 07                | Claudia Déchand                                                            | Das kleine Kreuz am Straßenrand               | 05.     | 0?      |
| 0?                | Die Schmalzler                                                             | Kleine Marcella                               | 0?      | 0?      |
| 0?                | Marcel                                                                     | Solange sich die Welt noch dreht              | 0?      | 0?      |
| 0?                | Patrizius & die Ronny Nash Band                                            | Wo seid ihr                                   | 0?      | 0?      |
| 0?                | Julia Prinz                                                                | Lieber Gott (mach, dass er mich wieder liebt) | 0?      | 0?      |
| 0?                | Matthias Sagorski                                                          | Ich brauch dich zum glücklich sein            | 0?      | 0?      |
| 0?                | St. Benedikt Gospel-Chor                                                   | Zeig uns das gelobte Land                     | 0?      | 0?      |
| 09                | Sternenfänger                                                              | Ein bisschen Frieden ist zu wenig             | 0?      | 11      |
| 0?                | Tanzpalais                                                                 | Komm her zu mir                               | 0?      | 0?      |
| 0?                | Veronica Zimmer                                                            | Eine Insel für uns zwei                       | 0?      | 0?      |
| Veranstaltungsort | Veranstaltungsort                                                          | München                                       | München | München |

## Die Platzierung der österreichischen Vorentscheidung 2008

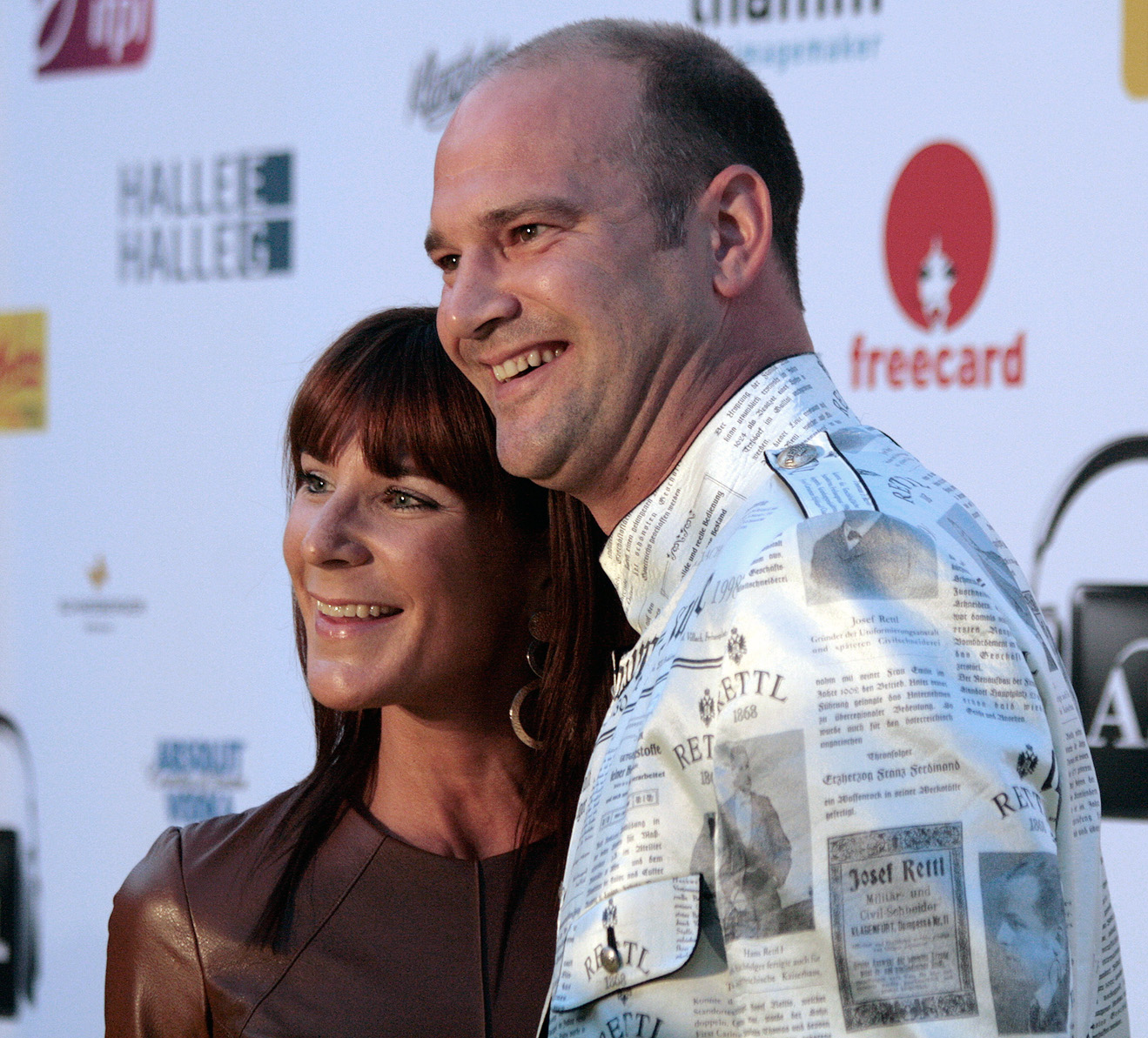
Udo Wenders (Amadeus Austrian Music Award 2009)

| Startnr.          | Interpret                         | Titel                              | Platz | Prozente |
| ----------------- | --------------------------------- | ---------------------------------- | ----- | -------- |
| ?                 | Udo Wenders                       | Der letzte Zug, Cara mia           | 01.   | 18,4     |
| ?                 | Die Klostertaler                  | Heimat ist dort, wo die Berge sind | 02.   | 13,5     |
| ?                 | Die 4 Holterbuam & die Mayrhofner | Tiroler-Steirer Musimix            | 03.   | 11,5     |
| ?                 | Stodertaler Gaudi-Express         | Volksmusik muss es sein            | 04.   | 08,8     |
| ?                 | Die Grubertaler                   | Tausche Opernball gegen Zillertal  | 05.   | 07,74    |
| ?                 | Marlena Martinelli                | Mein Herz schlägt bis zum Himmel   | 06.   | 06,79    |
| ?                 | Die Krieglacher                   | Z’samm singen                      | 07.   | 06,33    |
| ?                 | Zillertaler Local Sound           | Vergelt’s Gott, liebe Eltern       | 08.   | 06,13    |
| ?                 | Nordwand                          | Notruf aus Liebe                   | 09.   | 06,01    |
| ?                 | Ricky Berger                      | Rote Rosen schenk ich dir          | 10.   | 05,21    |
| ?                 | Natalie Holzner                   | Für einen Tag                      | 11.   | 03,12    |
| ?                 | Die Muntermacher                  | Regenbogengefühle                  | 12.   | 02,3     |
| ?                 | Meissnitzer Band                  | Hoamat                             | 13.   | 02,28    |
| ?                 | Solid Gold                        | Das Lied vom kleinen Stern         | 14.   | 00,83    |
| ?                 | Claus Marcus                      | I fang dir den Wind                | 15.   | 00,76    |
| Veranstaltungsort | Veranstaltungsort                 | Wien                               | Wien  | Wien     |

## Die Titel der südtirolischen Vorentscheidung 2008
Bei der südtirolischen Vorentscheidung 2008 wurden 50.057 Stimmen per Telefon und SMS gezählt. Die Vorentscheidung wurde von Angelina und Rudy Giovannini moderiert und live im Sender Bozen der RAI übertragen. Zunächst waren die vier erst genannten Titel in der folgenden Tabelle für das Finale qualifiziert. Laut der Online-Ausgabe der Dolomiten (stol.it) wurde am 3. Juni bekanntgegeben, dass der Siegertitel der südtirolischen Vorentscheidung disqualifiziert wurde: Die Arbeitsgemeinschaft zur Förderung der musikalischen Unterhaltungskultur Österreich und Deutschland, das ZDF, der ORF und das Schweizer Fernsehen haben die Disqualifikation gefördert, weil der Moderator der südtirolischen Vorentscheidung, Rudy Giovannini, auch der Komponist des Siegertitels (unter dem Pseudonym Fabio Omero) war. Die Teilnahmebedingungen sehen vor, dass der Komponist kein Mitglied der Jury oder der Arbeitsgemeinschaft sein und auch kein Festangestellter oder freier Mitarbeiter des übertragenen Senders sein soll. Die ARGE Südtirol hat festgestellt, dass der Moderator kein Festangestellter, noch freier Mitarbeiter der [...] RAI Sender Bozen sei. Der Koordinator der RAI Sender Bozen hat mit Bedauern kommentiert. Die Tagesschau des Sender Bozen teilte mit, dass an Stelle des erstplatzierten nunmehr der fünftplatzierte Titel im Finale teilnehmen wird.
| Startnr.          | Interpret                     | Titel                           | Platz   | Prozente |
| ----------------- | ----------------------------- | ------------------------------- | ------- | -------- |
| 13                | Sauguat                       | Die Schäfer vom Schnalstal      | 01. (*) | 13,38 %* |
| 15                | Bergfeuer & Judith            | Liebe ist ein Kind der Freiheit | 02.     | 12,72 %  |
| 14                | Vincent & Fernando            | Glaube an Gott                  | 03.     | 12,16 %  |
| 03                | Geschwister Niederbacher      | Die alte Madonna                | 04.     | 11,96 %  |
| 10                | Bergdiamanten                 | Ein bisschen Gottvertrauen      | 05.     | 0?       |
| 01                | Eisacktaler Almsound          | Ich bin ein Kind der Dolomiten  | 0?      | 0?       |
| 02                | Etschland Express             | Vater, ich danke dir dafür      | 0?      | 0?       |
| 04                | Steffen Jürgens               | Julie                           | 0?      | 0?       |
| 05                | Marion & Die Grödner          | Königin der Berge               | 0?      | 0?       |
| 06                | Luis Moser & Alexandra        | Offene Fragen                   | 0?      | 0?       |
| 07                | Schlernwind & Männerchor Seis | Heimat – Gottes schöne Welt     | 0?      | 0?       |
| 08                | Thomas da la Mauta & Alex     | Die Falten des Lebens           | 0?      | 0?       |
| 09                | Heinz Gamper                  | Ein Liebeslied                  | 0?      | 0?       |
| 11                | Konrad Goller & Corinne       | Komm, gib mir deine Hand        | 0?      | 0?       |
| 12                | Omar                          | Liebe kommt, Liebe geht         | 0?      | 0?       |
| Veranstaltungsort | Veranstaltungsort             | Algund                          | Algund  | Algund   |

*: Disqualifiziert
Der Siegertitel Der Schäfer vom Schnalstal von der Gruppe Sauguat wurde disqualifiziert. Dafür rückten die fünftplatzierten Bergdiamanten mit dem Titel Ein bisschen Gottvertauen nach. Zum Sieger der südtirolischen Vorentscheidung wurden nachträglich Bergfeuer & Judith mit dem Titel Liebe ist ein Kind der Freiheit erklärt.

## Die Platzierung beim Grand Prix der Volksmusik 2008
| Startnr.          | Land              | Interpret                                                                | Titel                              | Platz       | Punkte      |
| ----------------- | ----------------- | ------------------------------------------------------------------------ | ---------------------------------- | ----------- | ----------- |
| 13                | A                 | Die Klostertaler                                                         | Heimat ist dort, wo die Berge sind | 01.         | 35          |
| 08                | I                 | Vincent & Fernando                                                       | Glaube an Gott                     | 02.         | 35          |
| 14                | CH                | Oesch’s die Dritten                                                      | Die Jodlersprache                  | 03.         | 30          |
| 15                | D                 | Die Dorfrocker                                                           | Und ab geht die Lutzzzi            | 04.         | 28          |
| 16                | I                 | Bergfeuer & Judith                                                       | Liebe ist ein Kind der Freiheit    | 05.         | 25          |
| 12                | I                 | Geschwister Niederbacher                                                 | Die alte Madonna                   | 06.         | 22          |
| 09                | A                 | Udo Wenders                                                              | Der letzte Zug, cara mia           | 07.         | 20          |
| 03                | D                 | Michael Klostermann & seine Musikanten / Die jungen original Oberkrainer | Von Egerland bis Oberkrain         | 08.         | 19          |
| 07                | D                 | Captain Cook und seine singenden Saxophone                               | Ich denk so gern an meine Mutter   | 09.         | 18          |
| 05                | A                 | Die 4 Holterbuam & die Mayrhofner                                        | Tiroler-Steirer Musimix            | 10.         | 15          |
| 10                | CH                | Kapelle Oberalp / D. Rey y los brillantes Paraquayos                     | Schau einmal                       | 11.         | 14          |
| 11                | D                 | Die Schäfer                                                              | Glaube ist …                       | 12.         | 14          |
| 06                | CH                | Manuela Fellner & Urs Meier                                              | Lauf dem Glück nicht hinterher     | 13.         | 11          |
| 01                | A                 | Stodlertaler Gaudi-Express                                               | Volksmusik muss es sein            | 14.         | 09          |
| 04                | I                 | Die Bergdiamanten                                                        | Ein bisschen Gottvertrauen         | 15.         | 09          |
| 02                | CH                | Christian Duss                                                           | Komm, ich zeige dir die Sterne     | 16.         | 08          |
| Veranstaltungsort | Veranstaltungsort | Zürich (CH)                                                              | Zürich (CH)                        | Zürich (CH) | Zürich (CH) |

Zu diesem Ergebnis sind einige Anmerkungen notwendig:
- Das TED-Ergebnis hat für die ersten 2 Plätze Punktegleichheit ergeben.
- Laut Reglement ist vorgesehen, in einem solchen Fall zu eruieren, welche der beiden Gruppen die besseren Wertungen hat. Auch das war gleich.
- Für diesen Fall ist im Reglement vorgesehen, das Ergebnis einer so genannten Backup-Jury heranzuziehen.
- Diese Jury hatte die Klostertaler vorne, so dass diese Sieger geworden sind.

Das Schweizer Fernsehen als die austragende Anstalt hat sich hier genau an das Reglement gehalten, das allen Teilnehmern vor der Veranstaltung auch zur Kenntnis gebracht worden war.